# چاپگر تصعید رنگ

## تصعید رنگ یا سابلیمیشن
چاپ سابلیمیشن روشی برای چاپ روی اجسام و مواد مختلف است که در آن از جوهرهای حساس به حرارت استفاده می‌شود. این جوهرها تحت تأثیر گرما به گاز تبدیل شده و با یک سطح که از پلی استر می‌باشد ترکیب می‌شود. و پس از سرد شدن رنگ ثابت می‌شود.
از آنجایی که جوهر سابلیمیشن به بخشی از مواد پارچه تبدیل می‌شود. حتی بعد از شستشوی متعدد نیز تصاویر روی پارچه یا هر سطحی که چاپ روی آن انجام شده‌است. پاک نمی‌شود. به شرط آن که کاملاً از مواد پلی استر باشد.

## چاپگر تصعید رنگ
چاپگر رایانه‌ای است که از گرما برای انتقال رنگ بر روی صفحهٔ چاپ از جنس پلاستیک، کاغذ چاپگر، کاغذ پوستر یا پارچه استفاده می‌کند. فرایند چاپ معمولاً به صورت قرار دادن یک رنگ در هر بار با استفاده از یک نوار یا ریبون با صفحات رنگی بر روی آن انجام می‌پذیرد. 

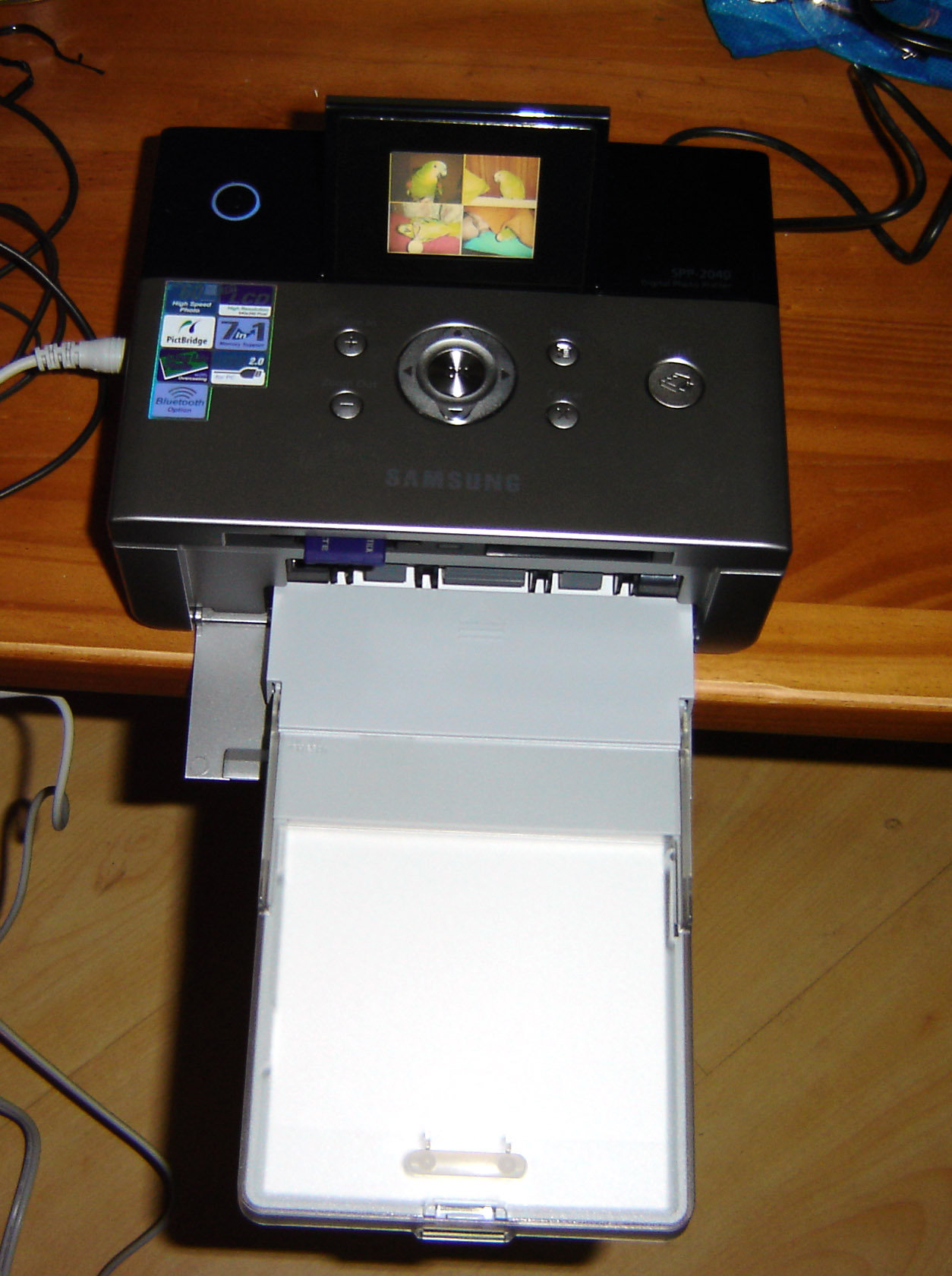
سامسونگ SPP-2040اغلب

 چاپگرهای تصعیدی از رنگ‌های سی ام وای او استفاده می‌کنند که با رنگ‌های سی ام وای کی تفاوت دارند. در این چاپگرها رنگ مشکی به خاطر شفافیت عکس پس از روکش کاری حذف شده‌است. روکش ذکر شده لایه نازکی است که عکس چاپ شده را از خطر رنگ پریدگی در زیر نور ماوراء بنفش و در هوای آزاد مصون می‌دارد و در عین حال عکس را ضدآب می‌سازد. اغلب چاپگرهای تصعیدی به منظور چاپ عکس طراحی و ساخته شده‌اند.
تصعید زمانی روی می‌دهد که یک ماده از حالت جامد مستقیماً و بدون عبور از حالت مایع به گاز تبدیل می‌گردد که نمونه بسیارآشنای آن عملکرد یخ خشک (دی‌اکسید کربن جامد) است که با قرار گرفتن در دمای محیط به صورت گاز در می‌آید. در یک چاپگر تصعیدی رنگ حرارت داده می‌شود تا به حالت گاز تبدیل شده و سپس در این لحظه بر روی سطح چاپ افشانده می‌شود. رنگ قبل از عملیات چاپ بر روی یک نوار سلفونی که لایه ایست پلاستیکی با بنیان سلولزی ذخیره شده‌است. این نوار از سه صفحه رنگی مجزا (سیان، مجنتا، و زرد) و یک صفحه روشن تشکیل شده‌است که حاوی موادی جهت روکش کاری نهایی عکس است. هر صفحه رنگی به اندازه کاغذی است که بر روی آن چاپ می‌گردد، برای مثال یک چاپگر تصعیدی ۱۵*۱۰ دارای چهار صفحه ۱۵*۱۰ است.
در طول چرخه چاپ، غلطک‌های چاپگر کاغذ و یکی از صفحات رنگی را به‌طور همزمان بر روی هد چاپ گرمایی که عرض آن هم اندازه بعد کوچکتر کاغذ چاپ است به حرکت درمی‌آورند. مؤلفه‌های ریز گرمایی بر روی هد چاپ دما را به سرعت تغییر می‌دهند و اندازه‌های متفاوت رنگ را بر اساس مقدار حرارت ایجاد شده بر روی کاغذ انتقال می‌دهند. پس ازاینکه چاپگر پوشش یک رنگ رابه پایان می‌رساند، نوار بر روی صفحه رنگ بعدی می‌چرخد و کاغذ را اندکی از محدوده چاپ خارج می‌سازد تا برای چاپ رنگ بعدی آماده شود. کل این فرایند برای چهار بار تکرار می‌شود، سه دفعه اول سه رنگ را بر روی کاغذ چاپ می‌کند و عکس کامل می‌شود. در مرحله آخر لایه روکش بر روی این سه لایه کشیده می‌شود. این لایه رنگ را در برابر تصعید دوباره به هنگام قرارگیری در محیط گرم حفاظت می‌کند.

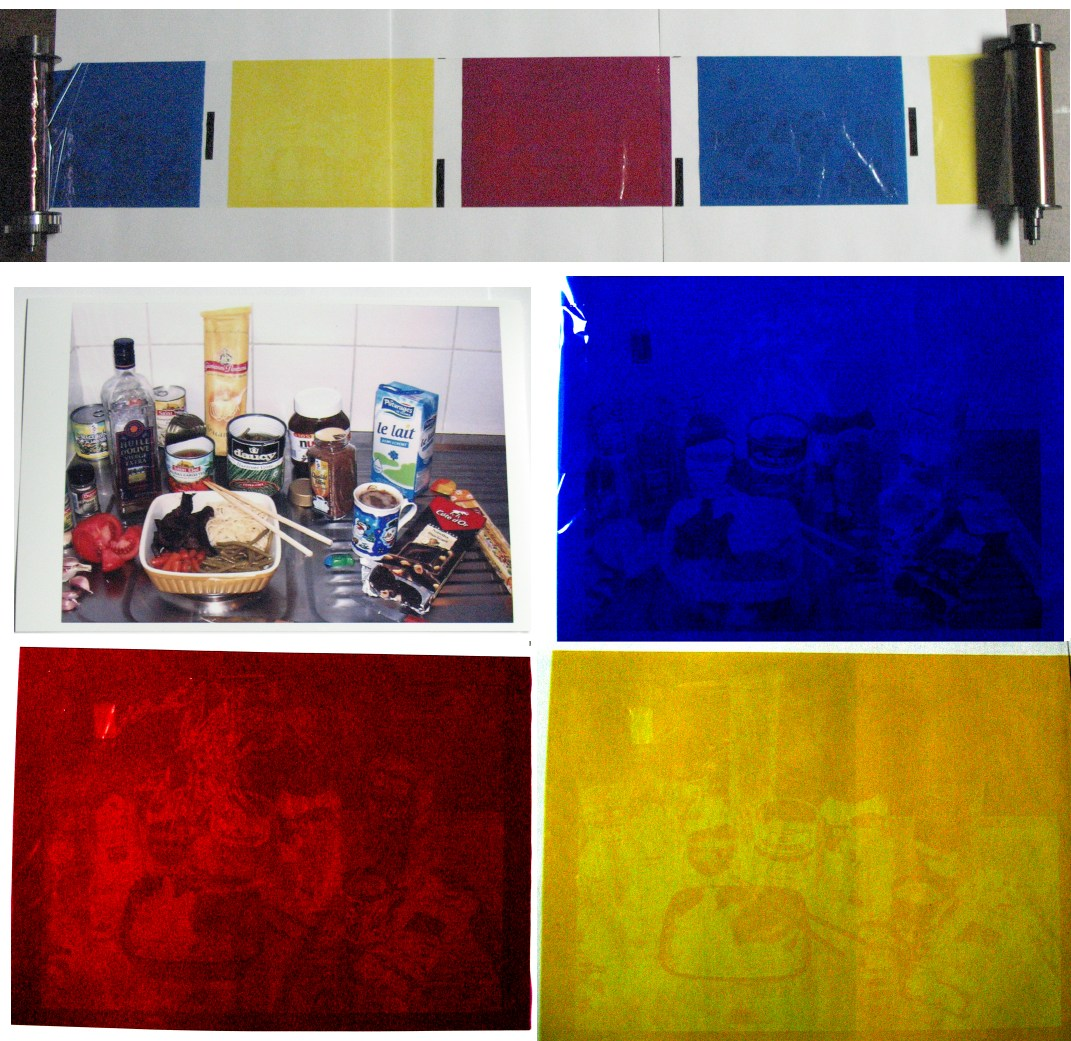
صفحات رنگی مصرف شده حاوی تصاویر قابل مشاهده، و رنگ مصرف نشده‌ای هستند که قابل استفاده مجدد نیست.

## مقایسه با چاپگرهای جوهر افشان
یکی از اصلی‌ترین مزیت‌های چاپ تصعیدی بر روش جوهر افشان، قابلیت چاپ گستره رنگ بسیار بالاترآن است. جوهری که در چاپگرهای جوهر افشان مورد استفاده قرار می‌گیرد، قابلیت تغییر رنگ نداشته و همچنین کدر می‌باشدبدین معنی که چاپگرهای جوهرافشان گسترهٔ رنگ‌ها را به وسیلهٔ تغییر اندازه یا تعداد نقاط رنگی بر روی زمینه چاپ ایجاد می‌کنند.
از آنجایی که جوهر کدر است، این نقاط رنگی را نمی‌توان بر روی هم قرار داد که در این حالت برای ایجاد حس رنگ‌های یکدست جدید بایستی از روش ترکیب نقطه‌های رنگارنگ بهره جست. چاپگرهای تصعیدی قادر هستند با تغییر دمای هد چاپ سایه‌های مختلفی از یک رنگ خاص بر روی صفحات رنگی ایجاد نمایند. مهم‌تر اینکه، این نوع رنگ، به خاطر خاصیت منحصر به فردش شفاف و نورگذران است و هنگامی که رنگ‌ها بر روی هم گذاشته شوند، رنگ‌های یکدست واقعی ایجاد می‌گردند. برای مثال یک چاپگر تصعیدی که قابلیت گرم کردن مؤلفه‌های گرمایی تا ۲۵۶ درجه مختلف دارد، می‌تواند۲۵۶ سایه از یک رنگ را ایجاد نماید که در کل ۱۶٫۸ میلیون رنگ را در گستره رنگی ایجاد کند. هنگامی که روکش لمینت نهایی بر روی عکس کشیده می‌شود، عکس شباهت بسیاری با عکس‌های چاپ شده در لابراتوارهای فتوشمیایی دارد.
چندین مزیت دیگر در مقایسه این چاپگرها با انواع جوهر افشان وجود دارد. این نوع چاپ خشک است و به محض خارج شدن از چاپگر آماده لمس خواهد بود. از جایی که هد گرمایی بر روی کاغذ حرکت نمی‌کند، اجزای مکانیکی کمتری استفاده می‌شوند و احتمال شکستگی و خراب شدن آن‌ها پایین‌تر خواهد بود. به این خاطر که رنگ به بخش مایع وارد نمی‌شود، چرخه چاپ بسیار تمیز است.